# Gare de Bischwiller
Gare de Bischwiller – stacja kolejowa w miejscowości Bischwiller, w departamencie Dolny Ren, w regionie Grand Est, we Francji. Jest zarządzana przez SNCF i obsługiwana przez pociągi TER Grand Est.

## Położenie
Znajduje się na linii Strasbourg – Lauterbourg, na km 16,791 między stacjami Kurtzenhouse i Marienthal, na wysokości 140 m n.p.m.

## Historia
Stacja została otwarta 17 lipca 1855 przez Compagnie des chemins de fer de l’Est wraz z odcinkiem linii między Vendenheim i Haguenau.

## Linie kolejowe
- Linia Vendenheim – Wissembourg